# Économie de la santé
 (18 avril 2017).
L'économie de la santé est un domaine de la science économique consacré à l'étude de la santé. L'économie de la santé s'intéresse à l'organisation du système de santé, aux déterminants de l'offre de soins et de la demande de soins.

## Histoire
On attribue une double filiation à cette discipline : la comptabilité et la médecine. Filiation illustrée en France par la création en 1955 du premier centre de recherche en économie de la santé : division d'économie médicale du CREDOC.
L'article de Kenneth Arrow de 1963 « Uncertainty and the Welfare Economics of Medical Care (« Incertitude et économie du bien-être des soins médicaux » ) » est considéré comme l'article fondateur de cette discipline.

## Sources spécialisées

### Revues
Voir Liste des revues académiques en économie
- Health Economics (en)
- Journal of Health Economics (en)
- « Journal de Gestion et d’Économie de la Santé », sur cairn.info (consulté le 19 mai 2020).